# كين هوب
كين هوب (3 مايو 1939 - ) (بالإنجليزية: Ken Hope)‏ هو لاعب كريكت أيرلندي. شارك مع منتخب أيرلندا للكريكت.